# Airplane Pt. 2
"Airplane Pt. 2" là một bài hát của nhóm nhạc nam Hàn Quốc BTS trong album phòng thu thứ ba của nhóm, Love Yourself: Tear (2018). Vào ngày 7 tháng 11 năm 2018, phiên bản tiếng Nhật của bài hát đã được phát hành thông qua Def Jam như đĩa đơn tiếng Nhật thứ chín của nhóm.

## Bối cảnh và phát hành
Nó đã được xác nhận bởi Big Hit Entertainment một khi danh sách bài hát cho Love Yourself: Tear được phát hành rằng "Airplane Pt. 2" là phần tiếp theo của bài hát "Airplane" từ mixtape Hope World của J-Hope. Trong một hậu trường đánh giá album, thành viên RM nói rằng khi CEO Bang Si-hyuk lần đầu tiên nghe bài hát của J-Hope, nó giống như một bài hát của BTS, vì vậy, nó đã tạo nên cảm hứng cho họ viết phần 2.

## Giải thưởng
| Phê bình/Xuất bản | Danh sách                     | Vị trí | Nguồn |
| ----------------- | ----------------------------- | ------ | ----- |
| Spotify           | Xuất sắc nhất năm 2018: K-pop | 21     | [ 5 ] |

## Bảng xếp hạng

### Phiên bản tiếng Hàn
| Bảng xếp hạng (2018)                             | Vị trí cao nhất |
| ------------------------------------------------ | --------------- |
| France Download (SNEP)                           | 111             |
| Hungary (Single Top 40)                          | 18              |
| Nhật Bản (Japan Hot 100)                         | 25              |
| Malaysia (RIM)                                   | 7               |
| South Korea (Billboard Hot 100)                  | 8               |
| South Korea (Gaon)                               | 37              |
| UK Independent Singles (Official Charts Company) | 40              |
| US World Digital Songs (Billboard)               | 4               |

### Phiên bản tiếng nhật
| Bảng xếp hạng (2018)  | Vị trí cao nhất |
| --------------------- | --------------- |
| Japan (Japan Hot 100) | 25              |